# Adolf Benš
Adolf Benš, křtěný Adolf Bohumil (18. května 1894 Pardubice – 8. března 1982 Praha) byl český funkcionalistický architekt, urbanista a pedagog. Svým dílem se zařadil mezi významné představitele české i evropské moderní architektury ovlivněné francouzskou meziválečnou tvorbou, zejména dílem Le Corbusiera. K jeho nejznámějším projektům v Čechách patří Budova Elektrických podniků v Praze 7 a odbavovací hala mezinárodního letiště Václava Havla v pražské Ruzyni. Na Slovensku bylo podle jeho návrhu postaveno například Moyzesovo státní reálné gymnázium v Ružomberku nebo vila Ing. Novotného v Bratislavě.

## Život
Narodil se 18. května 1894 v Pardubicích v rodině profesora reálky Adolfa Benše a jeho manželky Růženy, rozené Chržové. V roce 1913 složil maturitu na reálce v Mladé Boleslavi. Téhož roku se zapsal ke studiu pozemního stavitelství na c. a k. České vysoké škole technické v Praze. V roce 1914 byl ale odveden do armády a působil u dělostřelectva a u zvukoměřičského oddělení na ruské a na italské frontě. Během dovolené 1917–1918 se věnoval opět studiu. Od 1. září 1920 byl opět řádným studentem ČVUT. V roce 1921 složil první státní zkoušku a současně byl přijat na mistrovskou školu architektury profesora Jana Kotěry na Akademii výtvarných umění. V roce 1923 složil druhou státní zkoušku na ČVUT. Po smrti profesora Kotěry pokračoval ve studiu u Otakara Novotného a později u Josefa Gočára. Po ukončení studia v roce 1924 pracoval v ateliéru Josefa Gočára, jehož stavbu československého pavilónu na Mezinárodní výstavě moderní uměleckoprůmyslové výroby v Paříži v roce 1925 dozoroval. V témže roce také založil vlastní ateliér, který fungoval do roku 1940. V letech 1940–43 pracoval v Plánovací komisi hl. m. Prahy, v letech 1943–45 opět ve vlastním ateliéru. Po válce působil jako profesor na Vysoké škole uměleckoprůmyslové v Praze (do roku 1965), v letech 1947–48 jako její rektor.
Byl činný v redakcích časopisů Stavitel, Československý architekt a Architektura a v SVU Mánes, později ve Spolku přátel výtvarného umění ČFVU.
V roce 1931 obdržel titul Chevalier de l’Ordre de la Couronne v Belgii, 1955 byl jmenován dopisujícím členem Akademie architektury v Paříži. Zemřel 8. března 1982 v Praze.

### Osobní život
V roce 1925 se během pobytu v Paříži seznámil s tehdejší úřednicí československého velvyslanectví Olgou Pivkovou, kterou si 27. března 1928 v Bratislavě vzal za manželku. Měli spolu čtyři děti:
- Věra (24. července 1929 – 10. června 2007) – herečka, manžel: herec Svatopluk Matyáš;
- Zora (narozena 13. května 1931),
- Pavel (narozen 15. března 1936),
- Jiří (narozen 21. května 1937) – oba synové a mladší dcera se rovněž stali architekty.[5]

## Dílo (výběr)
- 1929–30 Vila Ing. Novotného, Bratislava
- 1930 Divišova vila, Praha–Trója
- 1930 Československý pavilón pro průmyslovou výstavu v Lutychu, Belgie
- 1935 Budova Elektrických podniků, Praha–Holešovice
- 1935 architektonický návrh silničního mostu v Lokti (okres Sokolov)
- 1937 Odbavovací hala mezinárodního letiště, Praha–Ruzyně
- 1937–38 Vlastní vila Praha 6–Dejvice (v blízkosti Osady Baba)
- 1938–40 Moyzesovo státní reálné gymnázium, Ružomberok

## Výstavy (výběr)
společné
- 1971 	Umění a doba – České umění dvacátých let, Valdštejnská jízdárna, Praha
- 1987 	S.V.U. Mánes: Výstava k 100. výročí založení, Mánes, Praha
- 1993 	Umění pro všechny smysly: Meziválečná avantgarda v Československu, Valdštejnská jízdárna, Praha
- 1997 	Prague 1900–1938, Musée des Beaux-Arts, Dijon

samostatná
- 1994	Adolf Benš – architektonické dílo, Galerie Jaroslava Frágnera, výstava ke 100 letům od narození
- 2015–16 Adolf Benš – architektonické dílo, Národní technická knihovna, Praha

## Galerie

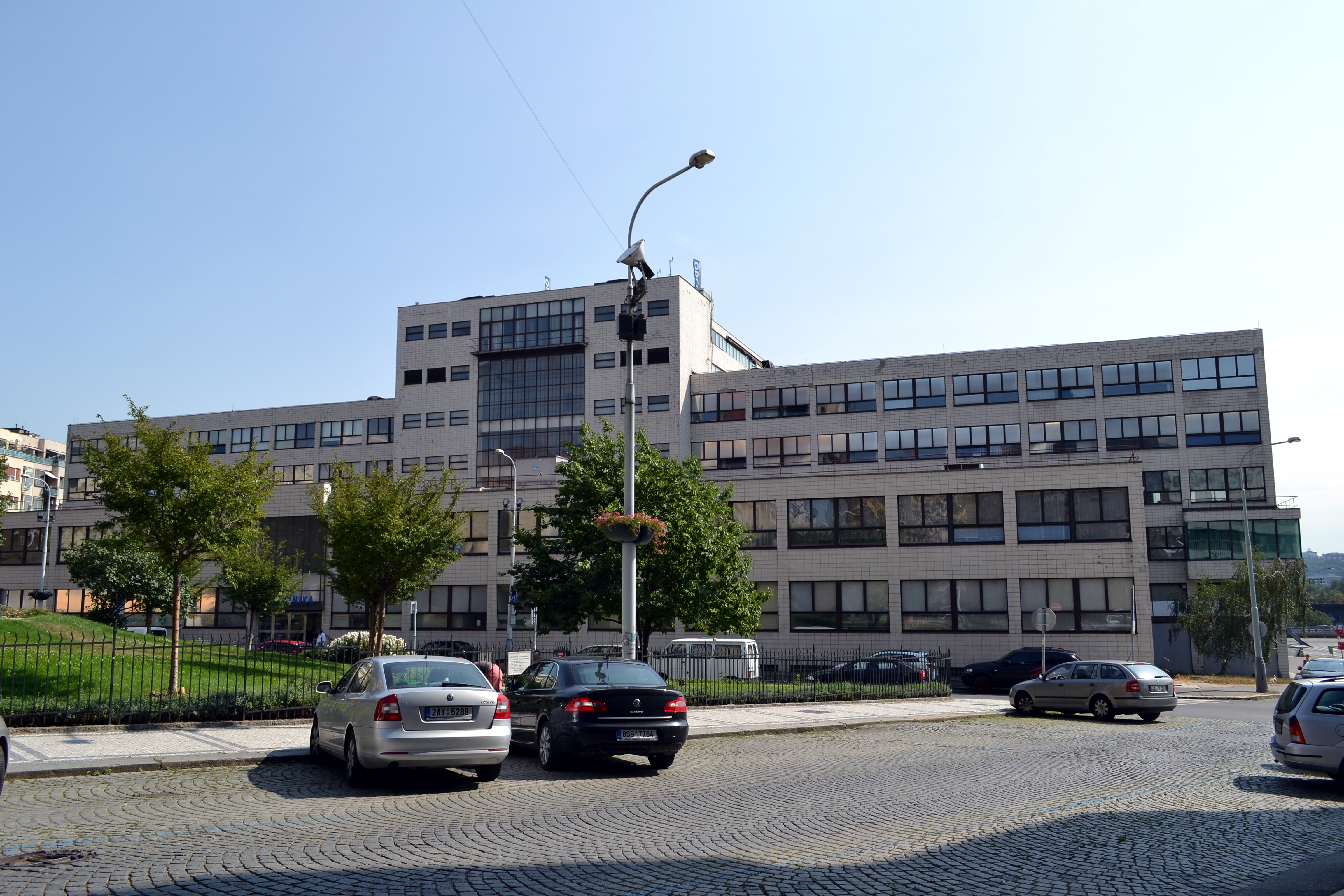
Budova Elektrických podniků v Praze–Holešovicích (2012)
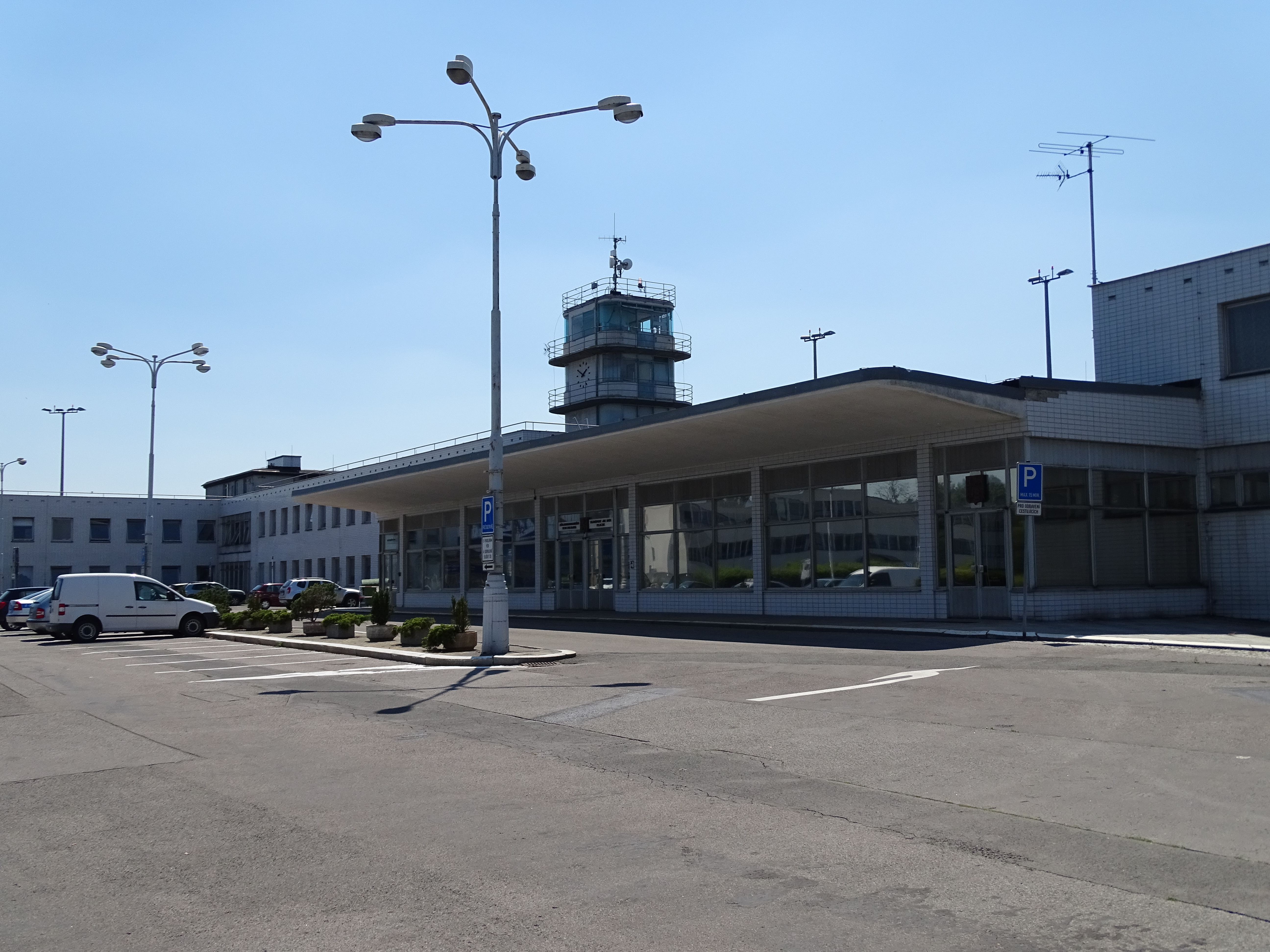
Původní odbavovací budova mezinárodního letiště Václava Havla v Praze–Ruzyni (2015)
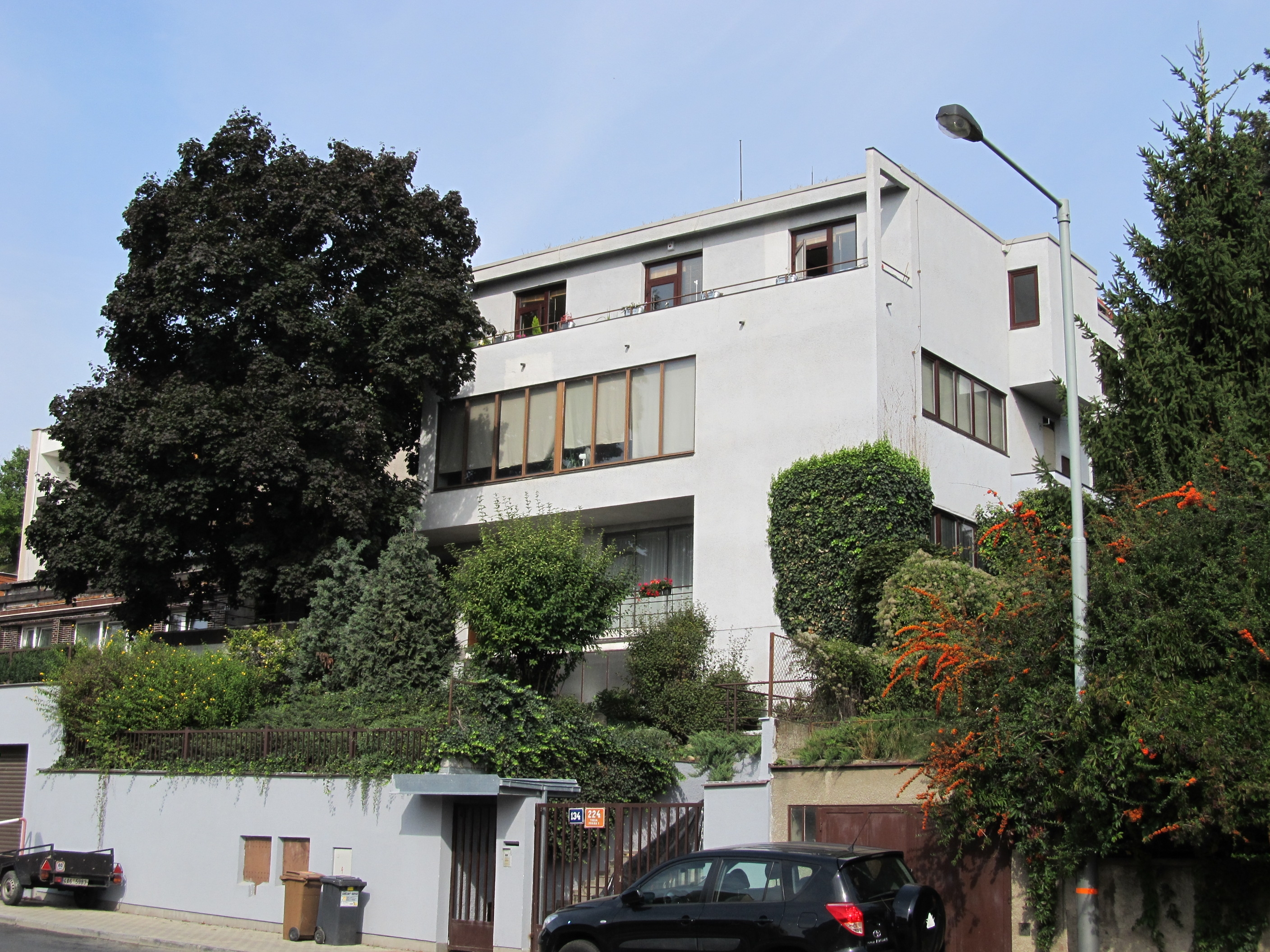
Divišova vila v Praze–Tróji (2012)
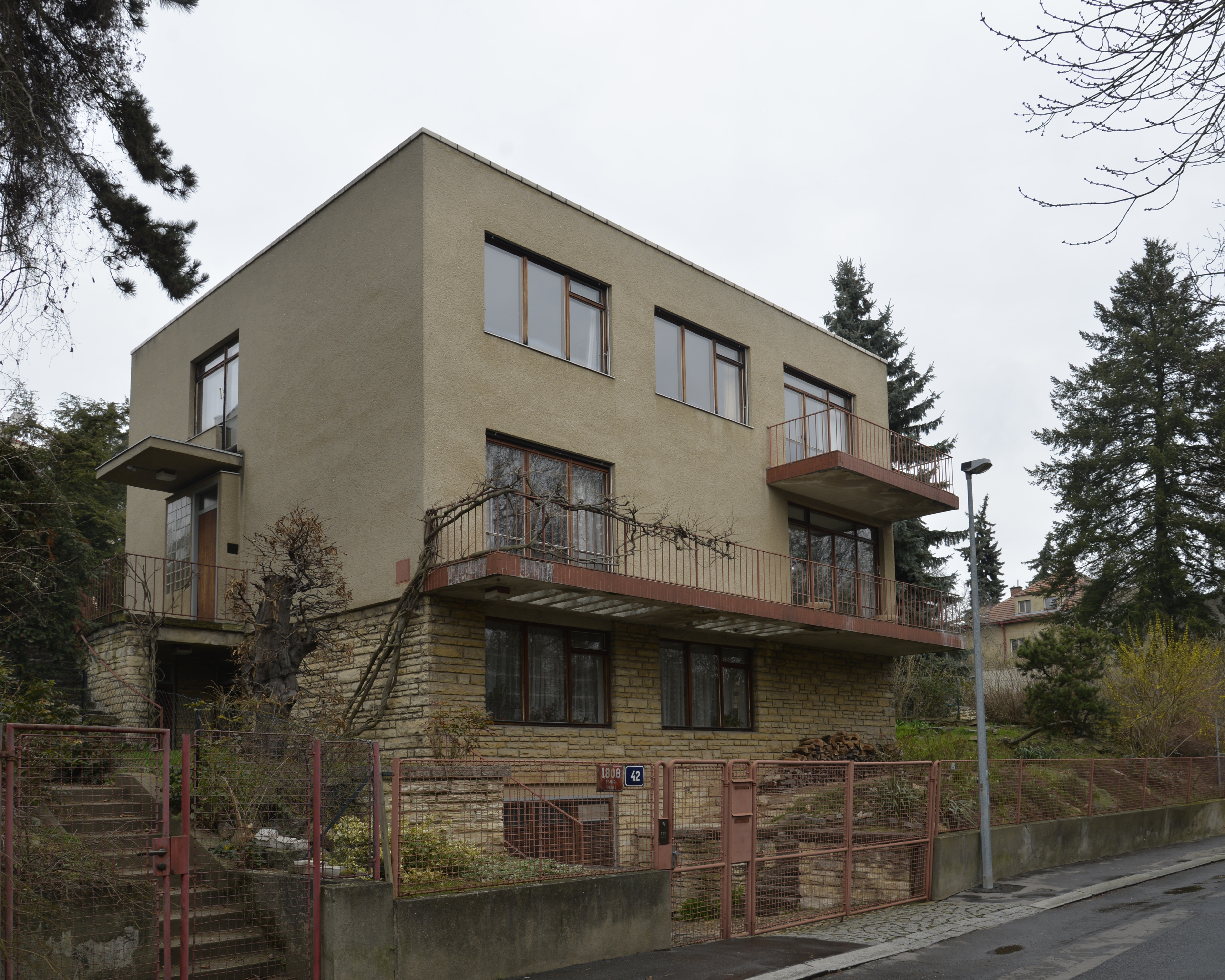
Vlastní vila Adolfa Benše v Praze 6–Dejvicích (2015)
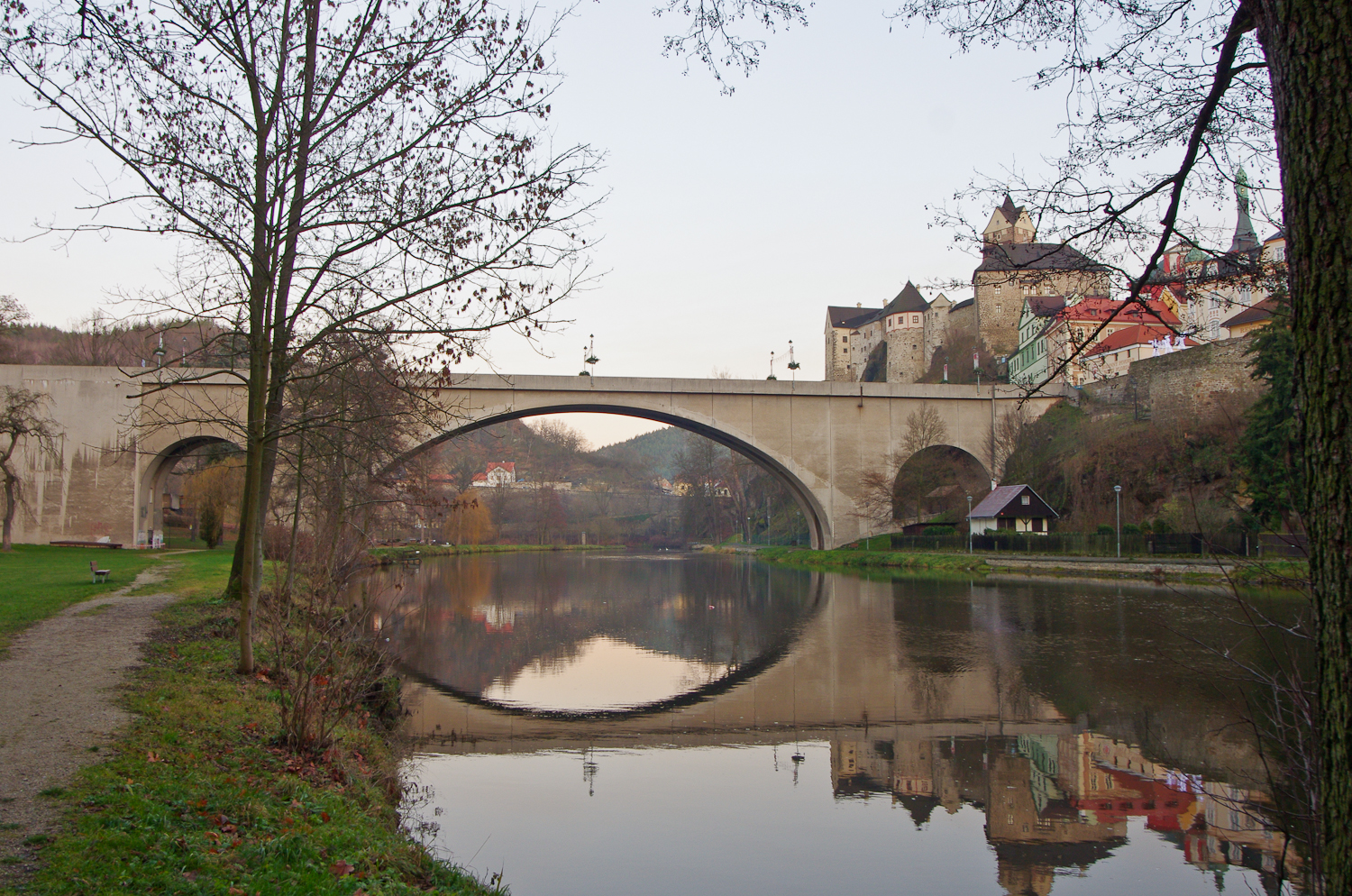
Silniční most v Lokti, okres Sokolov (2013), archit. návrh